# Воронова, Лидия Константиновна
Воронова Лидия Константиновна (5 октября 1931, Темир, Казахстан — 31 октября 2015, Киев) — советский и украинский правовед, специалист в области финансового права, доктор юридических наук (1982), профессор (1984), академик Национальной академии правовых наук Украины (1993), Заслуженный юрист Украины (2006), Заслуженный профессор Киевского национального университета имени Тараса Шевченко (2008), лауреат Государственной премии Украины в области науки и техники (2011).
Л. К. Воронову считают основателем науки финансового права в современной Украине. Под её руководством было подготовлено около 20 докторов и более 100 кандидатов юридических наук; она была членом специализированных ученых советов при Киевском национальном университете имени Тараса Шевченко, Национальном университете «Юридическая академия Украины имени Ярослава Мудрого», а также среди основателей Научно-исследовательского института финансового права при Национальном университете Государственной налоговой службы Украины (сейчас указанный НИИ является структурным подразделением Университета Государственной фискальной службы Украины). Л. К. Воронова принимала активное участие в законопроектной работе по подготовке актов бюджетного, налогового, банковского и другого законодательства.

## Биографические сведения
Высшее образование Л. К. Воронова получила на юридическом факультете Львовского государственного университета им. И. Я. Франко (1954). По окончании университета работала в правоохранительных и других учреждениях.
С 1963 г. начала работать на юридическом факультете Киевского государственного университета им. Т. Г. Шевченко (ныне — Киевский национальный университет имени Тараса Шевченко). В 1975—1996 гг. — заведующий кафедрой государственного и административного права. С 1996 г. работала на должности профессора кафедры конституционного и административного права, с 2008 г. — на должности профессора-консультанта этой кафедры. От 2007 г. была заведующим кафедрой конституционного, административного и финансового права Киевского университета туризма, экономики и права.
В 1963 г. Л. К. Воронова защитила диссертацию на соискание ученой степени кандидата юридических наук на тему «Бюджетные права Украинской Советской Социалистической Республики», в 1982 г. — диссертацию на соискание ученой степени доктора юридических наук на тему "Теоретические вопросы правового регулирования расходов государственных бюджетов союзных республик. Ученая степень доктора юридических наук присуждена в 1982 г. Ученое звание профессора присвоено в 1984 г.
В 1993 году была избрана действительным членом (академиком) Академии правовых наук Украины (ныне — Национальная академия правовых наук Украины) (она была одним из академиков-основателей этой академии).
Л. К. Воронова — известный специалист в области финансового, налогового и банковского права, ею опубликовано более 200 научных трудов. Среди публикаций — учебники по финансовому и налогового права (соавтор, научный редактор), монографии. Принимала участие в подготовке Бюджетного кодекса Украины 2001 года (2001), в редактировании научно-практического комментария к Бюджетному кодексу Украины 2010 года (2011); работала над многотомным Юридической энциклопедии (1998 — 2004).

### Награды
В 2006 году было присвоено звание Заслуженного юриста Украины. Награждена орденом «За заслуги» III степени (1999), орденом княгини Ольги III степени (2003), Почетной грамотой Верховной Рады Украины (2009), почетным знаком Высшей школы СССР «За отличные успехи в работе» (1980), «За научные достижения» Министерства образования Украины (2008). Отличник образования Украины (1998), лауреат премии имени Ярослава Мудрого, Заслуженный профессор Киевского национального университета имени Тараса Шевченко (2008).

## Труды
- Воронова Л. К. Бюджетные права Украинской Советской Социалистической Республики: Дис. … канд. юрид. наук: 12.00.02. — К., 1963. — 173 с.
- Воронова Л. К. Бюджетные права Украинской Советской Социалистической Республики: автореферат дис. … канд. юрид. наук. — К., 1963. — 20 с.
- Воронова Л. К. Радянське фінансове право: навчальний посібник. — К.: Вища шк., 1973. — 202 с
- Воронова Л. К. Бюджетноправове регулювання в СРСР. — К.: Вища шк., 1975. — 184 с.
- Воронова Л. К. Правовые основы расходов государственного бюджета в СССР (На материалах союзной республики). — К.: Вища шк., 1981. — 224 с.
- Советское финансовое право: учеб. пособие / Л. К. Воронова, И. В. Мартьянов. — К.: Вища шк., 1983. — 240 с.
- Воронова Л. К. Правовое регулирование кредитно-расчетных отношений в народном хозяйстве. — К.: Вища шк., 1988. — 216 с.
- Фінансове право (За законодавством України): Навч.посібник для студ.юрид.вузів та фак-тів / За ред. Л. К. Воронової, Д. А. Бекерської. — Київ: Вентурі, 1995 . — 271 с. — ISBN 5-7707-8061-4.
- Фінансове право: підруч. для студ. юрид. вузів / Ред. Л. К. Воронова. — 2-е вид., випр. та доп. — Х.: Консум, 1999. — 495 с. — ISBN 966-7124-28-2
- Воронова Л. К. Фінансове право України: Підручник. — К.: Прецедент: Моя книга, 2006. — 440 с. — (Юридична бібліотека).
- Фінансове право України: навчальний посібник за вимогами кредитно-модульної системи організації навчального процесу / Л. К. Воронова, М. П. Кучерявенко, Н. Ю. Пришва, Л. Л. Тарангул. — К.: Всеукраїнська асоціація видавців «Правова єдність», 2009. — 393 с.
- Податкове право України. Кредитно-модульний курс: навчальний посібник для вузів / Л. К. Воронова, М. П. Кучерявенко, Н. Ю. Пришва, Л. Л. Тарангул, Г. В. Бех. — К.: Всеукраїнська асоціація видавців «Правова єдність», 2009 . — 483 с. — ISBN 978-966-218-313-9.
- Воронова Л. К. Фінансове право у сучасний період // Антологія української юридичної думки. Т. 10. Юридична наука незалежної України. — К.: Вид. Дім «Юридична книга», 2005.— С. 415—431.
- Бюджетний кодекс України: наук.-практ. коментар: станом на 1 березня 2011 р. / Л. К. Воронова, Воротіна Н. В., Н. Л. Губерська та ін.; за ред.: Л. К. Воронова, М. П. Кучерявенко; Нац. акад. прав. наук України, НДІ держ. буд-ва та місц. самоврядування НАПрН України. — Х.: Право, 2011. — 606 с.
- Словник фінансово-правових термінів / За заг. ред. д. ю.н., проф. Л. К. Воронової. — 2-е вид., переробл. і доповн. — К.: Алерта, 2011—558 с.
- Воронова Л. К. Конституція України і фінансове законодавство // Право України. — 2012. — № 1/2. — С.111 — 124.
- Воронова Л. К. Доктрина фінансового права та фінансового законодавства у сучасний період // Правова доктрина України. — Х.: Право, 2013. — Т. 2: Публічно-правова доктрина України. — С.417 — 448.